# Flugabwehrraketenbataillon 39
Das Flugabwehrraketenbataillon 39 (FlaRakBtl 39) war ein Verband der Luftwaffe zur Flugabwehr, der von 1965 bis 2002 an verschiedenen Standorten in der Eifel und in Schleswig-Holstein stationiert und zuletzt dem Flugabwehrraketengeschwader 1 unterstellt war.

## Geschichte

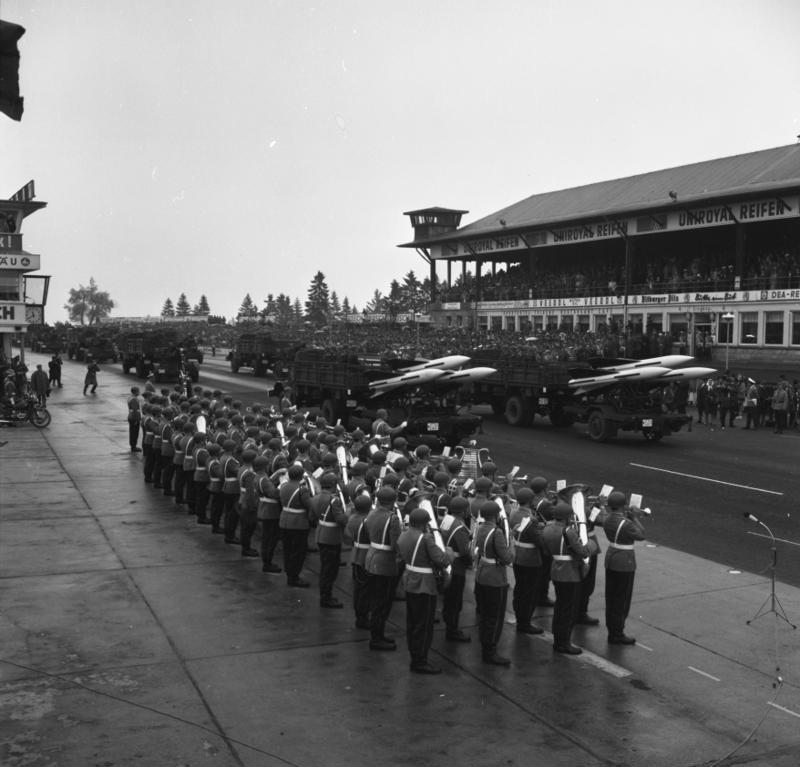
Das Bataillon bei der Bundeswehrparade zum NATO-Jubiläum im Jahre 1969

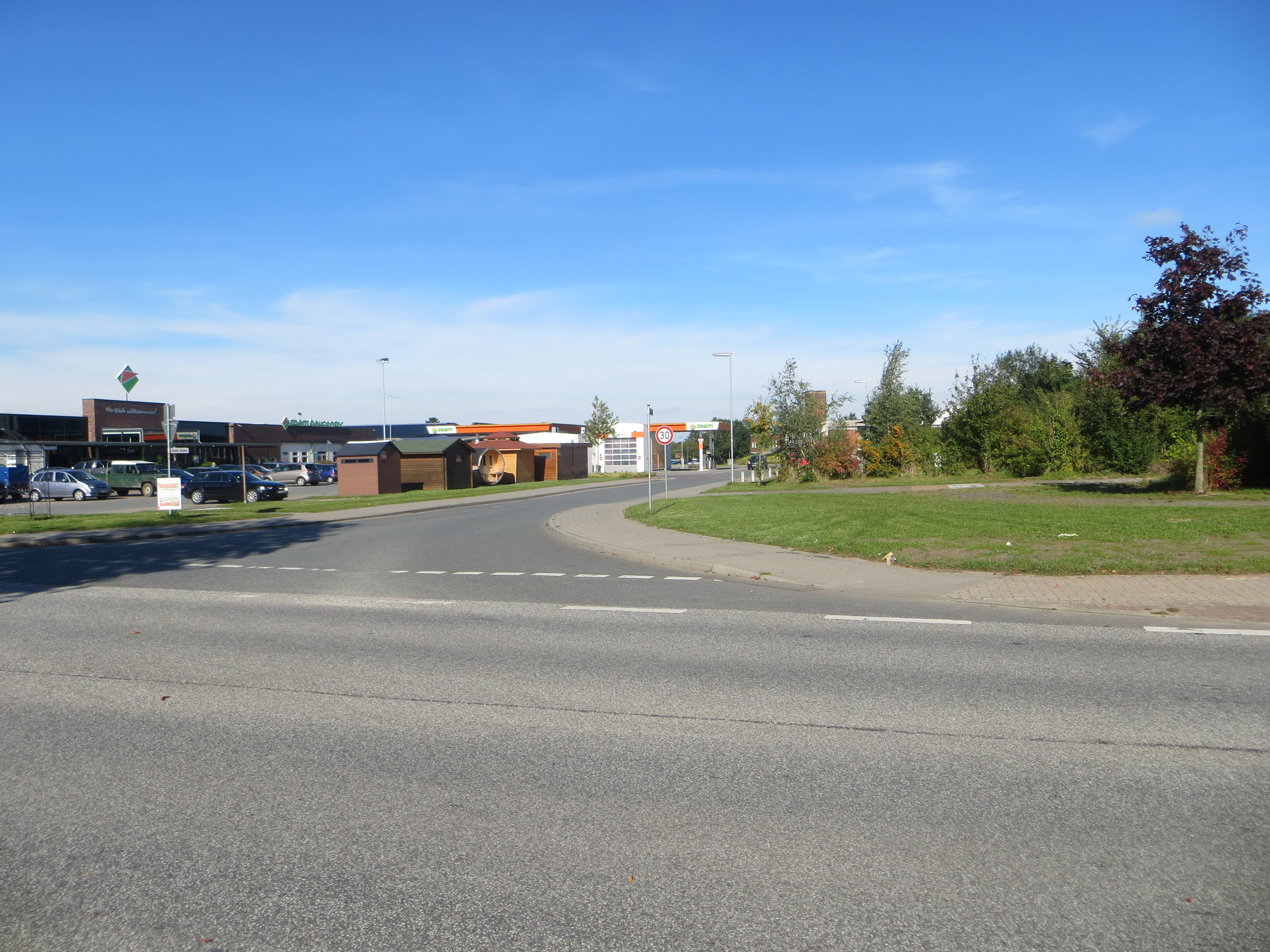
Ehemalige Haupteinfahrt zur Thorsberg-Kaserne (heute TEAM-Baumarkt)

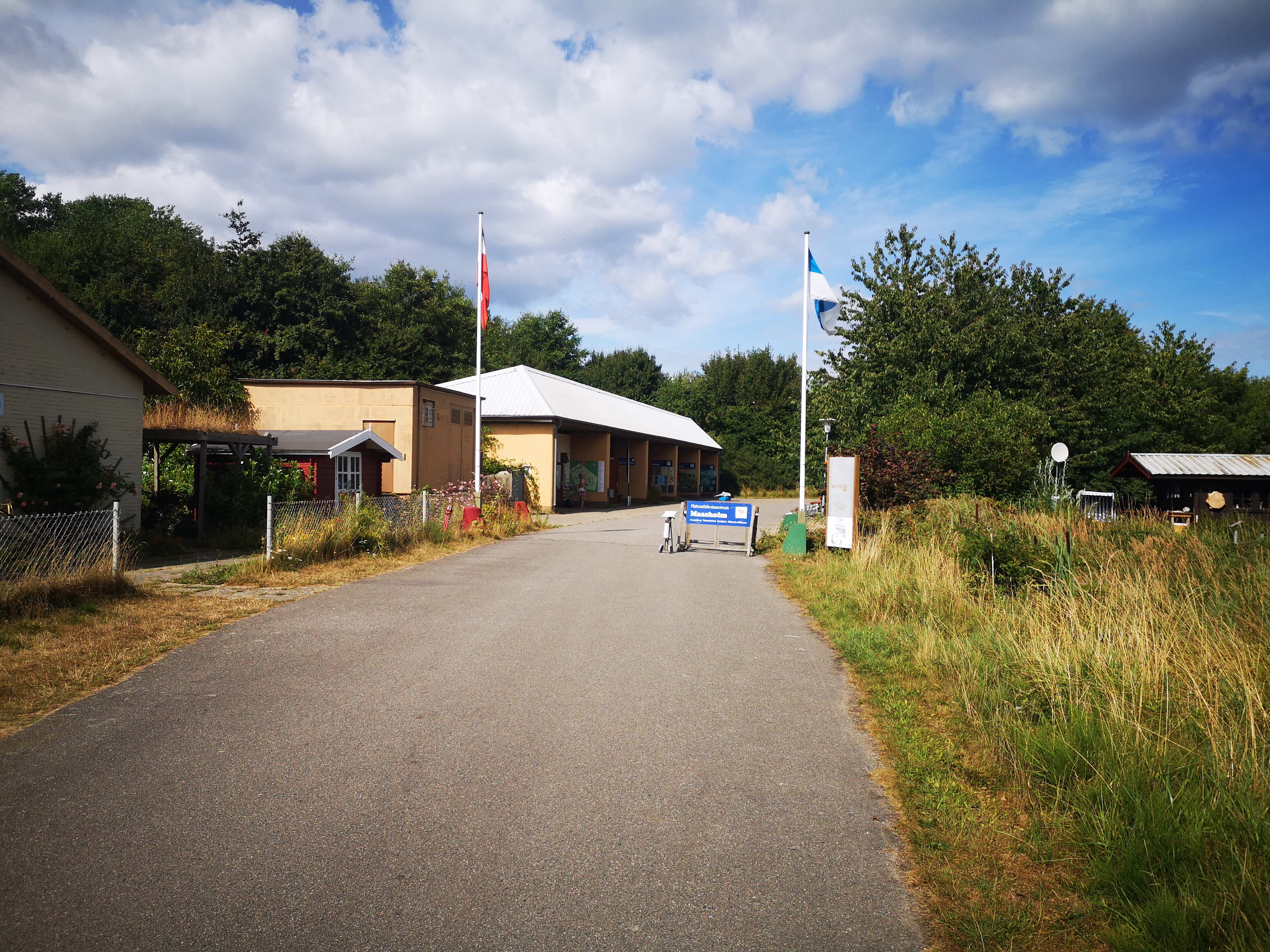
Eingang zur ehemaligen Raketenstellung in Maasholm (heute ein Naturerlebniszentrum)

Die Einheit wurde am 1. Juli 1959 als Luftwaffenflakbataillon 48 (LwFlaBtl 48) in Goslar aufgestellt. 1961 erfolgte die Verlegung nach Büchel, 1962 dann in eine neu gebaute Kaserne in Ulmen/Eifel. Bis 1965 war die Einheit mit 40-mm-Flak des Typs Bofors ausgerüstet.
In der Zeit vom 7. Juni 1965 bis 28. August 1965 fand im Rahmen eines Hawk Package Trainings in Fort Bliss, nahe dem amerikanischen El Paso die Umschulung auf das System HAWK statt. Anschließend wurde die Einheit in Flugabwehrraketenbataillon 39 umbenannt und mit dem neuen Waffensystem ausgerüstet. Die Einheit nahm am 6. Juni 1969 an der großen Feldparade am Nürburgring teil und bezog 1970 mit der 1. und 4. Batterie die Thorsberg-Kaserne in Süderbrarup. Die Stabs- und die Versorgungsbatterie sowie die 2. und 3. Batterie waren von 1970 bis 1973 in der Briesen-Kaserne in Flensburg-Weiche und anschließend in der Preußer-Kaserne in Eckernförde-Grasholz untergebracht.
Zur Schulung mit der Rakete HAWK führte die Einheit regelmäßig Jahresschießen durch. Das erste fand 1967 auf der nahe Fort Bliss gelegenen „Mc Gregor Range“ statt. In den Folgejahren fand es jeweils auf der NATO Missile Firing Installation (NAMFI) auf Kreta statt, erstmals zur Eröffnung im Jahr 1968, wobei die erste Batterie unter Oberleutnant Seifart mit 95,7 % und der Auszeichnung „Outstanding“ das beste NATO-Ergebnis erzielte.
Beim Transall-Unglück am 9. Februar 1975 auf Kreta kamen 35 Soldaten der Einheit ums Leben. Noch heute (Stand 2013) gedenkt man ihrer am Unglückstag mit Kranzniederlegungen auf Kreta als auch auf dem Flugplatz in Hohn und auf dem Friedhof in Süderbrarup.
Ab 1975 erfolgte die Aufrüstung auf Improved HAWK und 1981 wurde der OTS (Operator Trainer Simulators) eingeführt. Die HAWK-Waffensysteme der Einheit wurden 1983 auf PIP (Product Improvement Program) umgerüstet.
Am 1. Oktober 1989 wurde das FlaRakBtl 39 in FlaRakG 39 und am 1. Januar 1993 in FlaRakGrp 39 umbenannt.
Mit Beginn der Luftwaffenstruktur 5 wurde die Einheit am 31. Dezember 2002 aufgelöst. HAWK-Anteile der Einheit gingen in die Flugabwehrraketengruppe 11 über.

## Maskottchen
Die 1. Batterie bekam ab 1964 den Beinamen „Saubatterie“ und fing eine Wildschwein-Familie in ihrem damaligen Stationierungsort in der Eifel ein, dem sie einige Vornamen des Personals der Einheit gaben. Der Keiler bekam den Namen Karl Dieter, die beiden Bachen die Namen Muttchen und Inge. Ab 1969 lebten die Tiere in einem Gehege der Thorsberg-Kaserne, wo sie vom Spieß und Namensgeber der „Saubatterie“, HptFw Karl Schütte, gepflegt wurden, der die Tiere nach seinem Ausscheiden nach Iserlohn mitnahm.

## Gliederung
- Stab
  - Büchel (1961)
  - Ulmen/Eifel (1962–1970)
  - Briesen-Kaserne, Flensburg-Weiche (1970–1973)
  - Preußer-Kaserne, Eckernförde (1973–)
- Stabsbatterie/Flugabwehrraketenbataillon 39
  - Kaserne Ulmen/Eifel (1965–1970)
  - Preußer-Kaserne, Eckernförde
  - Waabs Einsatzstellung (BOC – Battalion Operation Center) als übergeordneter Gefechtsstand der folgenden vier Kampfbatterien
- 1. Kampfbatterie/Flugabwehrraketenbataillon 39  (Saubatterie)
  - Kaserne Ulmen/Eifel (1965–1970)
  - Kaisersesch und Dockweiler (Raketenstellung)
  - Thorsberg-Kaserne, Süderbrarup
  - Maasholm (Raketenstellung)
- 2. Kampfbatterie/Flugabwehrraketenbataillon 39
  - Kaserne Ulmen/Eifel (1965–1970)
  - Preußer-Kaserne, Eckernförde
  - Waabs (Raketenstellung)
- 3. Kampfbatterie/Flugabwehrraketenbataillon 39
  - Kaserne Ulmen/Eifel (1965–1970)
  - Preußer-Kaserne, Eckernförde
  - Sehestedt (Raketenstellung)
- 4. Kampfbatterie/Flugabwehrraketenbataillon 39
  - Kaserne Ulmen/Eifel (1965–1970)
  - Thorsberg-Kaserne, Süderbrarup
  - Tolk (Raketenstellung, heute Sommerrodelbahn der Tolk-Schau)
- Versorgungsbatterie
  - Ulmen/Eifel (1965–1970)
  - Briesen-Kaserne, Flensburg-Weiche (1970–1973)
  - Preußer-Kaserne, Eckernförde (1973–)

## Bewaffnung
- Flak 40 mm L70 Bofors (1959–1965)
- MIM-23 HAWK (1965–2002)

## Kommandeure
- 1950–1961: Oberstleutnant Heyd
- 1961–1962: Major Friedrich
- 1962–1963: Oberstleutnant Klose
- 1963–1966: Oberstleutnant Hube
- 1966–1968: Oberstleutnant Schneichel
- 1968–1970: Oberstleutnant Eichenauer
- 1970–1972: Oberstleutnant Tschierschke
- 1973–1974: Oberstleutnant Schneider
- 1974–1979: Oberstleutnant Heins
- 1979–1981: Oberstleutnant Depkat
- 1981–1986: Oberstleutnant Baehr
- 1986–1989: Oberstleutnant Buse
- 1989–1992: Oberstleutnant Boehler
- 1992–1994: Oberstleutnant Bereuter
- 1994–1998: Oberstleutnant Thiele
- 1996–1998: Oberstleutnant Jaap, Hans-Joachim
- 1998–2001: Oberstleutnant Feder, Ingo
- 2001–2002: Oberstleutnant Fuhrig, Hannes